# Erik Edlund (präst)
Karl Erik Edlund, född den 15 juli 1847 i Edsbergs socken, Örebro län, död den 29 mars 1915, var en svensk präst. Han var far till Anna Edlund-Hansson, svärfar till Carl Söderström samt morfar till Nils och Carlerik Söderström.
Edlund blev student vid Uppsala universitet 1868 och prästvigdes 1871. Han blev komminister i Överenhörna 1872, i Floda 1875 och i Örebro 1881 samt var regementspastor vid Närkes regemente 1884–1886. Edlund blev kyrkoherde i Örebro 1886 och kontraktsprost samma år. Han blev inspektor för Örebro högre allmänna läroverk 1888 samt för Örebro elementarläroverk för kvinnlig ungdom och för Seminariet för bildande av småskollärarinnor. Han utgav predikningar och tal.